# Rand Enterprises
Рэнд Энтерпрайзис (англ. Rand Enterprises), также известная как Рэнд Корпорейшн, в настоящее время Рэнд Энтерпрайзис — это вымышленная многомиллиардная корпорация, владельцем и руководителем которой является Денни Рэнд, также известный как супергерой Железный кулак.

## Описание
Компания появляется в историях, опубликованных издательством Marvel Comics, и существует в общей вселенной компании, известной как Вселенная Marvel. Рэнд Энтерпрайз впервые появилась в Marvel Premiere #15; она была основана Уэнделлом Рэндом, отцом Дэнни Рэнда.

## Вне комиксов
Телевидение
- В сериале Marvel Сорвиголова, логотип компании можно заметить на перевозимых грузовиком бочках с химикатами, которые вылились в глаза Мэтту Мёрдоку. Логотип компании можно заметить в детских воспоминаниях Мэтта Мёрдока.
- Компания появляется в сериале Marvel «Железный кулак». В первой серии считавшийся погибшим Дэнни Рэнд возвращается в Нью-Йорк после пятнадцатилетнего отсутствия и приходит в компанию, наследником которой он является. Оказывается, что компанией теперь управляют Уорд и Джой Мичамы, дети друга отца Дэнни. Самого Дэнни принимают за сумасшедшего, выгоняют с помощью охраны, позже помещают на несколько дней в психиатрическую лечебницу. Впоследствии с помощью юриста Джери Хогарт, а также по решению Гарольда Мичама, считавшегося мёртвым отца Уорда и Джой, Рэнд был признан законным наследником и получил контрольный пакет акций. И после гибели Гарольда Мичама компания возглавили Дэнни и Уорд.
- Компания появляется в нескольких сериях второго сезона сериала «Люк Кейдж». В компании сделали протез для Мисти Найт. Позже Люк Кейдж с разрешения Рэнда спрятал в здании лаборатории, принадлежащем компании, своего отца, Мэрайю Диллард и её дочь Тильду Джонсон, на которых охотился Бушмейстер.